# Неџмије Хоџа
Неџмије Хоџа (алб. Nexhmije Hoxha; Битољ, 7. фебруар 1921 — Тирана, 26. фебруар 2020) била је политичарка и удовица некадашњег албанског вође Енвера Хоџе.

## Биографија
Рођена је 1921. године као Неџмије Џуглини у Битољу, тадашња Краљевина СХС. Пре Другог светског рата је студирала у Вишој школи у Тирани.
Новембра 1941. је постала чланица новоформиране Комунистичке партије Албаније и већ следеће године изабрана за чланицу Генералног већа Народноослободилачког покрета Албаније. Током Народноослободилачке борбе, борила се у саставу Прве дивизије Народноослободилачке војске Албаније. Године 1943, била је изабрана за чланицу Секретаријата Савеза жена Албаније, а од 1946. до 1952. била је председница Савеза.
Након завршетка рата, наставила је и завршила студиј у Тирани. Тада се удала за Енвера Хоџу, који је у то време био премијер Албаније и секретар КП Албаније.
Неџмије је 1948. изабрана за посланицу у Народној скупштини, а 1952. је постала чланица Централног комитета Партије рада Албаније. Од 1966. је била директор Института за марксистичко-лењинистичке студије. Била је и последња ректорица Више партијске школе „Владимир Иљич Лењин“.
Након Хоџине смрти 1985. године, Неџмије је била изабрана за председницу Демократског фронта Албаније. Током економско-политичких промена 1990—1991, бранила је лик и дело Енвера Хоџе. Била је присиљена на давање оставке на месту председнице Демократског фронта у децембру 1990, а заменио ју је премијер Адил Чарчани. Нове власти су је 1994. ухапсиле и осудиле на затворску казну од шест година због случајева нетранспарентног трошења државног новца током Хоџине владавине.
Након изласка из затвора живела у једнособном стану, заједно са сестром.